# Fotografie interiéru

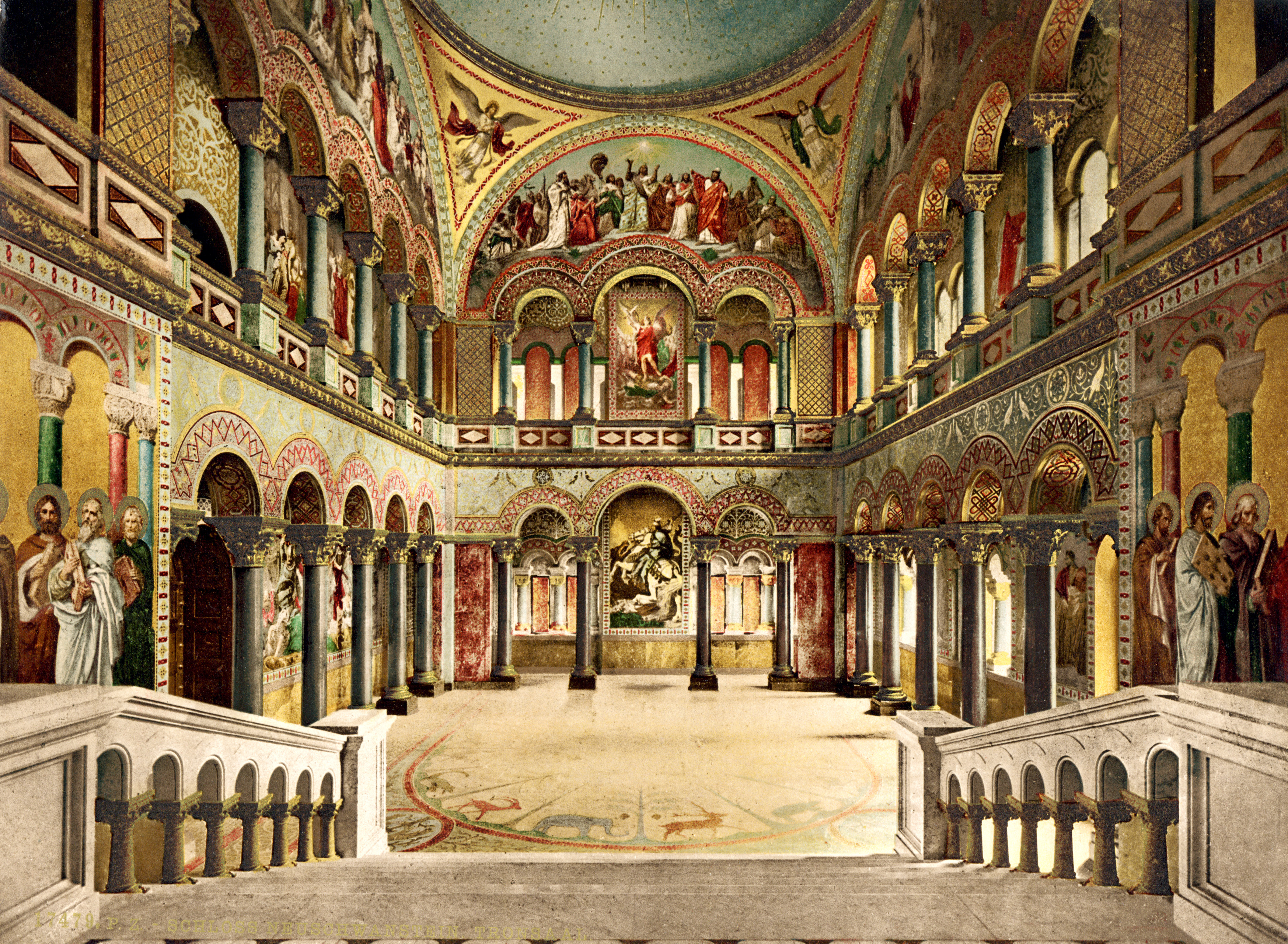
Joseph Albert: Místnost trůnů, zámek Neuschwanstein, 1886

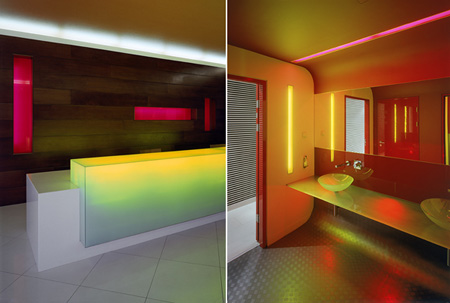
Aleš Jungmann: Mamaison Varšava, Jestico Whiles, 2005

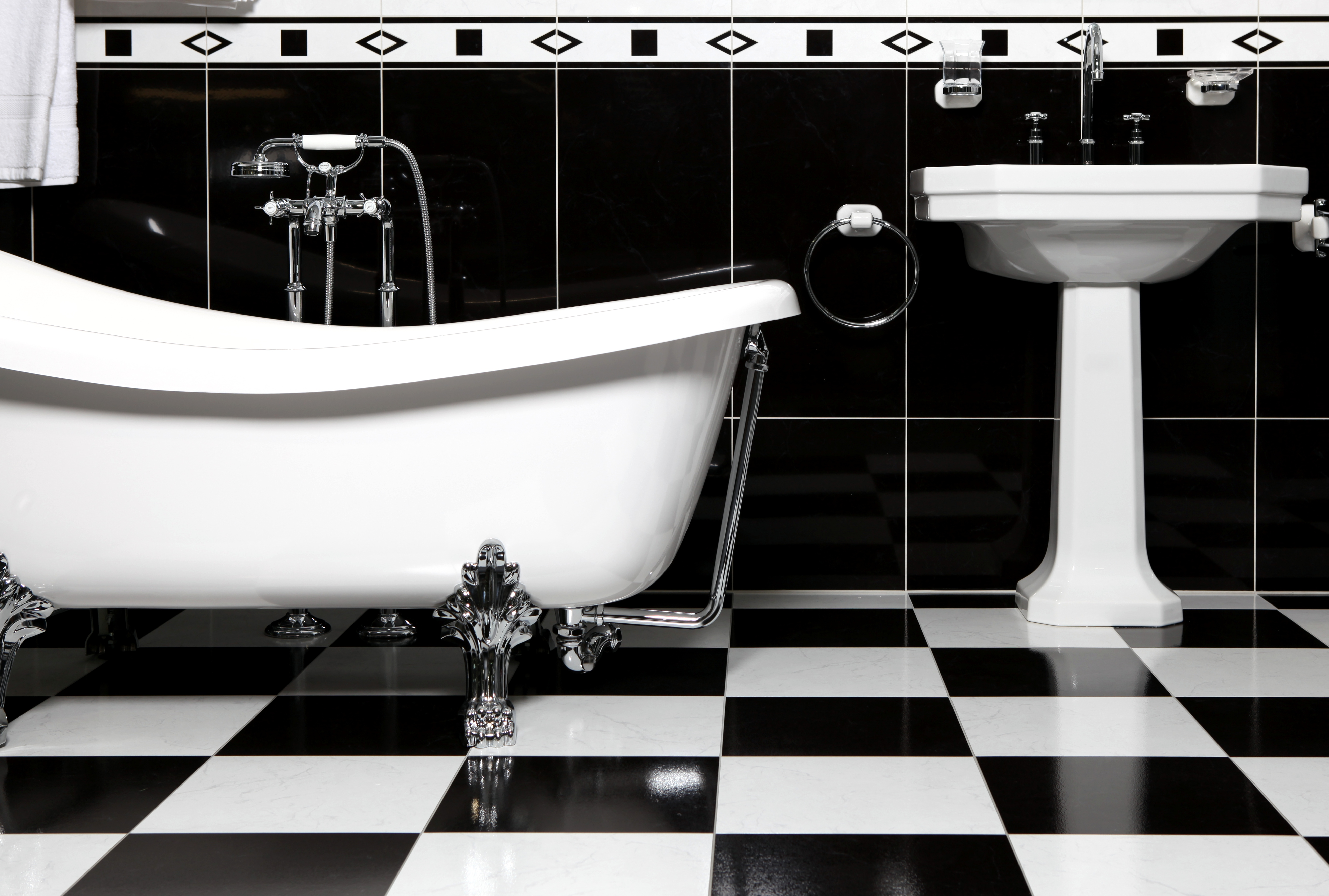
Příklad fotografie lesklých povrchů v koupelně

Fotografie interiéru, interiérová fotografie je specializovaný typ fotografie, který se zaměřuje na tvorbu fotografií interiéru budov. Zachycuje vnitřní prostory, nábytek a doplňky. Je součástí fotografie architektury a tvorbou takových obrazů se zabývá fotograf specialista.

## Aplikace
Tímto typem fotografie se zabývají organizace a lidé, kteří jsou aktivní v oblasti interiérového designu, nábytku a doplňků a také servisní společnosti poskytující informace o fyzickém prostředí. Architektonické záběry využívají organizace zabývající se pozemními stavbami, rekonstrukcemi a výzdobou fasád, stejně jako další organizace k vytváření nebo udržení svého image. Historické snímky mají velkou hodnotu pro zkoumání dějin architektury. Například úkolem Mission héliographique byla fotografická dokumentace architektonických památek ve Francii, především významné historické a kulturní pamětihodnosti podléhající ochraně a zahrnuté do Monument historique. Fotografové měli zdokumentovat historické budovy a památky, z nichž mnohé měly být zbourány, aby uvolnily cestu pro velké pařížské bulváry, které nechal postavit na příkaz Napoleona III. prefekt Baron Georges-Eugène Haussmann. Obrázky interiérů byly a jsou často tématem stereofotografií, pohlednic a ilustrovaných knih.
Pro interiérovou fotografii je typický syžet, který divákovi zprostředkovává rozvržení, design, funkčnost a estetiku vnitřního prostoru kanceláří, budov a staveb.

## Technika a estetika
K často řešeným problémům patří široký rozsah jasů, malý prostor a kombinované osvětlení.
Hlavním technickým problémem fotografování interiérů je velmi široký rozsah jasů objektů od jasně osvětlených okenních otvorů a světelných zdrojů až po hluboké stíny. V tomto ohledu se v praxi používají dvě hlavní metody – doplňkové svícení dalšími světelnými zdroji (obvykle doplněné výměnou stávajících světelných zdrojů za slabší), nebo použití technologie HDR. Obě metody umožňují zobrazit detaily ve stínech, což je důležité pro interiéry s vysokým kontrastem. První metoda je náročnější na práci a vysoké náklady, protože každý snímek vyžaduje zvláštní světelný režim, který vyžaduje jedinečnou konfiguraci studiového osvětlení vnitřního prostoru. Druhá metoda umožňuje pracovat rychleji během fotografického dne, ale předpokládá absenci pohybujících se objektů ve scéně a značný čas potřebný pro digitální zpracování obrazu.
V procesu fotografování architektury se autoři zabývají problémem perspektivního zkreslení budov, která se může odstranit takzvanou restitucí. Stejná potíž je také v interiérech budov. Pro minimalizaci tohoto zkreslení musí být fotoaparát vzdálen v takové vzdálenosti, která se rovná alespoň výšce objektu vynásobeném dvěma, což je však v městských oblastech a malých interiérech jen zřídka možné. V malém prostoru jsou k fotografování vhodné širokoúhlé objektivy a objektivy typu rybí oko s úhlem záběru 180–220 stupňů. Tyto objektivy však zkreslují prostor tak, že obraz vyžaduje další počítačové zpracování. Je také možné použít speciální shiftovací objektivy, kromě hardwarového technického řešení jsou k dispozici také softwarové nástroje. Elegantně lze problém s malým prostorem vyřešit pořízením několika snímků vedle sebe nebo nad sebou a spojit je do jedné panoramatické fotografie.
Fotograf často musí řešit kombinované osvětlení v místech kde se kombinují dva prostory, z nichž jeden je osvětlen světlem umělým a druhý světlem denním. Interiér může být také osvětlován několika druhy různých svítidel, například kombinací klasických žárovek a zářivek. Mezi oběma druhy světel může dojít k nápadnému rozdílu jasových intenzit a také k rozdílu teplot chromatičnosti. Kromě kombinace umělého (směrované světlo) a přirozeného (rozptýleného) světla může docházet ke kombinaci více směrových světel (například přední a boční světlo), nebo světla kontrastního a rozptýleného.
Při pořizování snímku je třeba brát v úvahu čas a den v roce a počasí, některé snímky se mohou pořizovat v noci, kdy se omezí denní světlo z oken.

## Historie

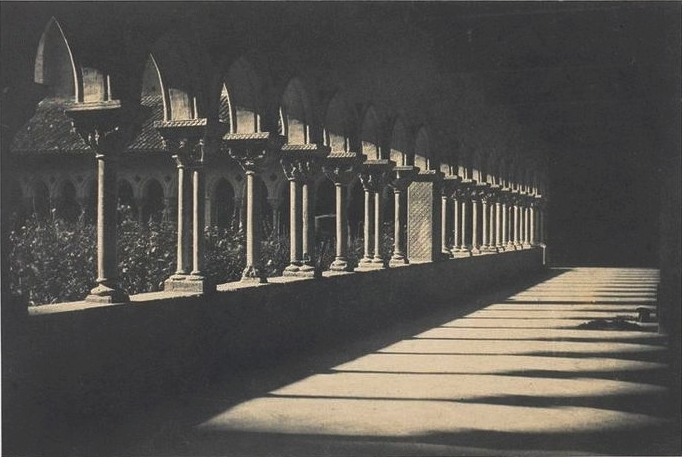
Auguste Mestral, Gustave Le Gray: Klášter Moissac, 1851, ze sbírky Musée d'Orsay

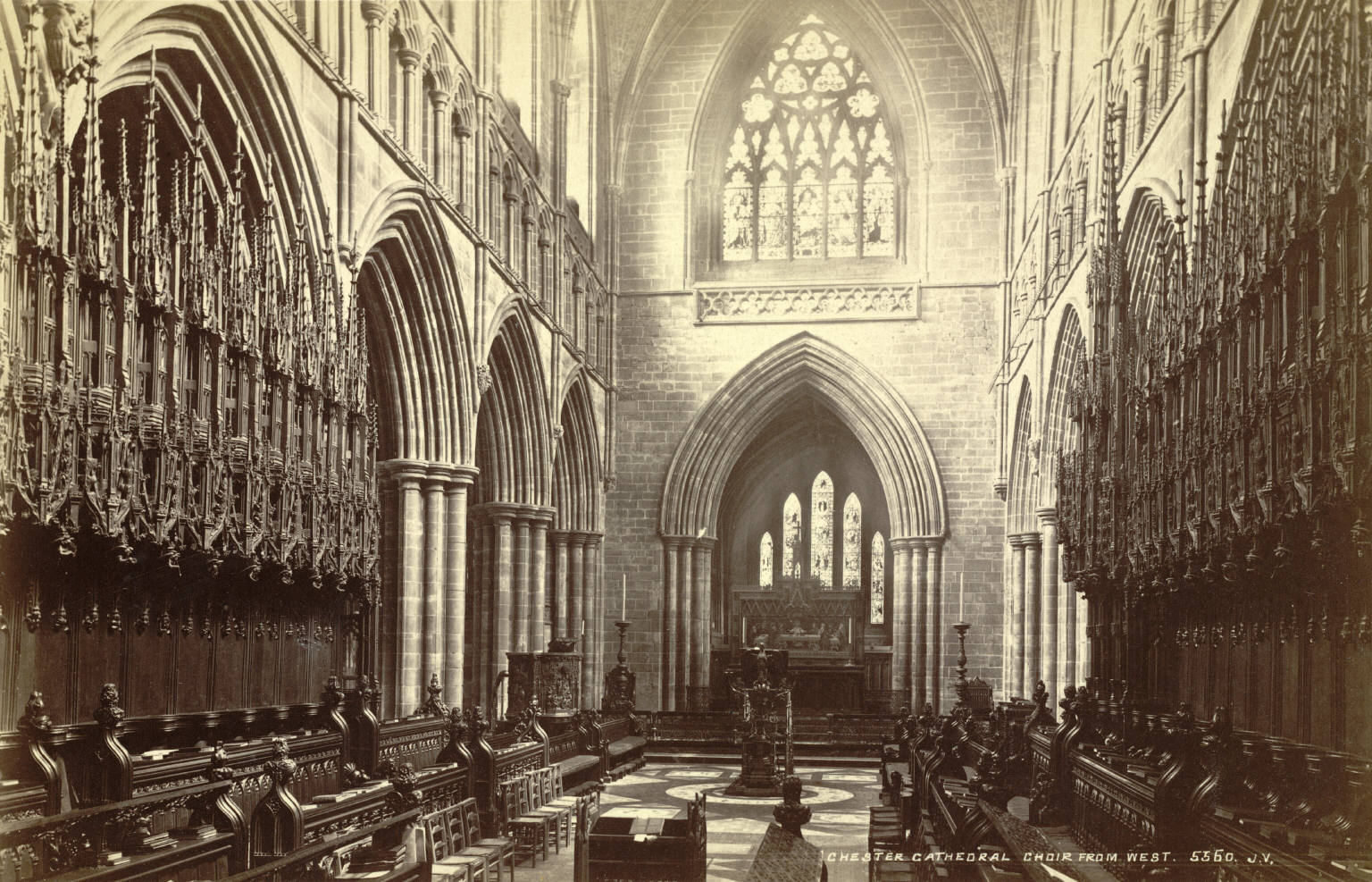
James Valentine: Katedrála v Chesteru, pohled na chór ze západu, asi 1870–1880

- Robert Turnbull Macpherson (1811 (nebo 1814) Dalkeith, Skotsko – 1872) byl skotský umělec a fotograf, který pracoval v italském Římě během 19. století. Dbal na pečlivou kompozici scény, při které dokázal zachytit trojrozměrnou architekturu na dvourozměrné fotografické médium.[2] Zdůrazňoval umělecké aspekty svých fotografií, v roce 1863 prohlásil: „Dodnes jsem byl fotografem, aniž bych měl pocit, že jsem tím opustil umění, nebo bych měl být zbaven svého nároku na titul umělce.“[3][4][5] Na začátku 60. let se Macphersonova fotografická kariéry dotkla svého vrcholu na výstavě v Edinburghu a v Londýně[6] Jeho práce u kritiků sklidily ohlasy jako vybraná témata s jemnou citlivostí a fotografie provedené dovedně a delikátně....[7][8] Byl prvním fotografem, který mohl fotografovat uvnitř Vatikánského muzea[9] a v roce 1863 publikoval knížku Vatican Sculptures, Selected and Arranged in the Order in which they are Found in the Galleries, průvodce 125 vatikánských soch, které jako dřevorytické ilustrace vyřezala manželka podle jeho fotografií.[10]
- James Valentine (1815–1880) byl skotský fotograf, litograf a vydavatel působící ve městě Dundee. Od začátku 60. let 19. století pořizoval skotské topografické pohledy a později se stal mezinárodním výrobcem pohlednic a stereofotografií. Soustředil se na turistické památky ve Skotsku a v Anglii okolo roku 1882 a fotografoval také známá zahraniční střediska, včetně Norska, Jamajky, Tangeru, Maroka, Madeiry a Nového Zélandu před rokem 1900.
- Carlo Naya (Tronzano Vercellese u Turína 1816–1882 Benátky) byl italský fotograf známý svými výtvarnými obrazy Benátek, pohledů na město a na každodenní život v něm. Byl jedním z nejvýznamnějších cestovatelských fotografů a fotografů architektury 19. století. Nesl titul oficiální fotograf italského krále Viktora Emanuela II.[11] Jeho práce mají velkou hodnotu pro zkoumání dějin architektury Benátek. Dokumentoval mimo jiné také restaurování Giottových fresek v kapli Scrovegniů v Padově.
- Úkolem Mission héliographique byla fotografická dokumentace architektonických památek ve Francii, především významné historické a kulturní pamětihodnosti podléhající ochraně a zahrnuté do Monument historique. Členové skupiny se skládali z fotografů: Gustave Le Gray, Auguste Mestral, Édouard Baldus, Hippolyte Bayard a Henri Le Secq.[12] Fotografové měli zdokumentovat historické budovy, mosty a památky, z nichž mnohé byly zbourány, aby uvolnily cestu pro velké pařížské bulváry, které nechal postavit na příkaz Napoleona III. prefekt Baron Georges-Eugène Haussmann.
- Alfred Noack (1833 Drážďany – 1895 Janov) byl italský fotograf původem z německého Saska. V listopadu 1856 se odstěhoval do Říma, kde zůstal čtyři roky. Na dálku byl členem Asociace německých umělců, pak se přestěhoval do Janova, kde otevřel vlastní ateliér.[13] Se svými fotografiemi městských vedut byl v 60. letech považován turisty za objevitele Italské riviéry.
- James Buchanan Aurig (1857–1935) byl německý fotograf, který fotografoval převážně v Drážďanech a Berlíně, ale i v Holandsku, Belgii a Švýcarsku. Svými snímky zachycoval architekturu v Drážďanech a nově postavené vily v Blasewitzu. Dokumentárně cenné jsou jeho studie prostředí a snímky budov určených k demolici.
- Joseph Albert (1825–1886) byl německý fotograf a vynálezce.
- Adolfo Farsari (1841 Vicenza, Itálie – 1898, tamtéž) byl italský fotograf, který pracoval v Jokohamě. Mezi jeho motivy patří zejména portréty, krajiny a typické stavby japonské architektury.
- Lala Deen Dayal (1844–1910) (známý jako Raja Deen Dayal[14]) byl indický fotograf. Jeho kariéra fotografa začala v polovině 70. let 19. století, kdy jako pověřený fotograf založil studia v Indore, Bombaji a Hajdarábádu, stal se dvorním fotografem šestého Nizamu státu Hajdarábád, Mahbub Ali Khan, Asif Jah VI, který mu udělil titul Musawwir Jung Raja Bahadur a později v roce 1885 byl jmenován fotografem místokrále Indie.[15] V roce 1866 vstoupil do státní služby jako vedoucí a kreslíř v oddělení sekretariátu Úřadu práce v Indore. Mezitím začal fotografovat a založil vlastní studio v Indore. Byl pověřen fotografovat generálního guvernéra na turné po střední Indii. V roce 1868 založil studio Lala Deen Dayal & Sons, a byl následně pověřen fotografovat různé chrámy a paláce v Indii.
- Giuseppe Incorpora (1834 Palermo – 1914) byl přední italský fotograf působící hlavně v 19. století. Za vlády italského krále Umberta I. Dobrého získal titul Fotograf královského domu.[16] Svou kariéru započal v roce 1856 jako velmi mladý, bylo mu tehdy 22 let. Spolupracoval s Eugeniem Interguglielmim a tito dva muži se stali jedněmi z prvních fotografů v hlavním městě Sicílie. Za svou práci získali celou řadu medailí a ocenění, včetně ceny na výstavě v Palermu 1891–1892.[17]
- Josef Löwy (1834 Bratislava – 1902 Vídeň) byl rakousko-uherský malíř, vydavatel a c. k. dvorní fotograf původem ze Slovenska. Ve své době patřil k nejvýznamnějším vídeňským fotografům společně s Emilem Rabendingem, Ludwigem Angererem a Victorem Angererem.[18] Za svou kariéru udělal ze své společnosti mezinárodně známou instituci na reprodukci fotografií. Hlavním tématem jeho fotografií byla kromě jiného vídeňská architektura a dokumentace uměleckých děl.
- Eugenio Interguglielmi (1850–1911) byl italský fotograf působící hlavně v 19. století. Fotografickou kariéru zahájil v roce 1863 v Palermu, základy tohoto umění se naučil od svého strýce.[17] Spolupracoval s Giuseppem Incorporou, se kterým se stal průkopníkem fotografie v hlavním městě Sicílie.
- Frederick Henry Evans (1853–1943) byl známý britský fotograf, zejména architektury. Je nejznámější svými snímky anglických a francouzských katedrál. Evansovým ideálem bylo „jednoduše perfektní“ fotografické provedení – neretušované nebo jakýmkoliv způsobem upravené – k tomu se dobře hodilo téma architektury: staré, historické, zdobené a často poměrně velké katedrály, kláštery a jim podobné budovy v anglickém a francouzském prostředí. Tento perfekcionismus, spolu s jeho tendencí vystavovat na veřejnosti a publikování o své práci, si velmi rychle získal mezinárodní respekt, ale také imitaci. Nakonec byl považován za zřejmě nejlepšího architektonického fotografa své doby.
- Jean Gilletta (1856, Levens, Francie – 1933) byl francouzský fotograf a nakladatel, který vydával pohlednice. Působil v oblastech Nice, Provence-Alpes-Côte d'Azur a Ligurie.
- Sergej Michajlovič Prokudin-Gorskij (1863 Murom, Vladimirská oblast – 1944 Paříž) byl ruský fotograf a inovátor fotografie. Vlastní výzkum mu přinesl patenty na reprodukci barevných diapozitivů a projekci barevného filmu. Okolo roku 1905 Prokudin-Gorskij naplánoval, že pomocí nových pokročilých postupů pro vytváření barevné fotografie systematicky zdokumentuje ruskou říši. Cílem tohoto ambiciózního projektu bylo seznámit školáky po celém Rusku pomocí jeho „barevné optické projekce“ s rozlehlou a rozmanitou historií, kulturou a modernizací v říši. Vybaven temnou komorou ve speciálně zařízeném železničním vagónu, který poskytl car Mikuláš II., dvěma propustkami, které mu zaručovaly vstup do zakázaných oblastí a podporou ze strany úřadů, Prokudin-Gorskij dokumentoval Rusko v letech 1909 až 1915. Jeho snímky zachycují široké spektrum námětů od středověkých kostelů a klášterů, přes železnice či továrny až po každodenní život a práci všech vrstev ruského obyvatelstva.
- Heinrich Götz (1866–1931) byl vratislavský fotograf německého původu specializující na fotografii architektury a městské veduty. V 90. letech 19. století absolvoval vzdělání ve Würzburgu u významného německého fotografa Carla Dauthendeya.[19] Od roku 1902 byl obyvatelem Vratislavi a zaměstnancem Eduarda van Deldena na Gartenstraße (dnes ulice Józefa Piłsudskiego). Roku 1904 se stal po odchodu van Deldena stal majitelem fotografického studia.[20] Jeho práce získaly ocenění na mnoha výstavách.
- Samuel Herman Gottscho (1875–1971 Jamaica, Queens, New York) byl americký fotograf architektury, krajiny a přírody.
- Jack E. Boucher (1931–2012) byl americký fotograf architektury. V roce 1958 začal pracovat pro National Park Service a pokračoval až do roku 2006, později se stal šéfem fotografického oddělení na Historic American Buildings Survey (HABS). Od roku 1966 opustil na dva roky Park Service aby pracoval pro program New Jersey's State Historic Preservation. Po čase se v roce 1970 opět vrátil do Park Service/HABS a opustil New Jersey. Věnoval se vysoce specializované práci fotografické dokumentace architektury na velký formát. Jeho práce ho zavedla do 49 států, na Panenské ostrovy i Portoriko. Cestoval s 900 kilogramy fotografického vybavení. V dubnu 2008 to již bylo padesáté výročí jeho zaměstnání v programu HABS společnosti National Park Service.[21]
- Hélène Binet (* 1959, Sorengo, Švýcarsko) je švýcarská fotografka, která žije v Londýně a věnuje se především fotografii architektury.

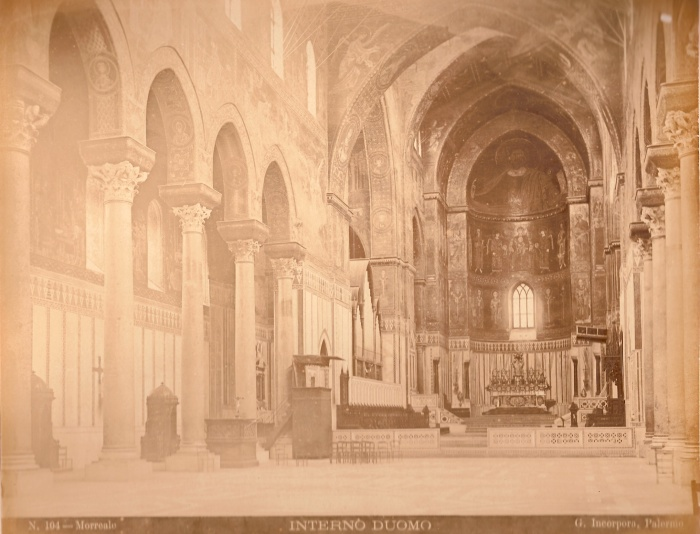
Giuseppe Incorpora: Katedrála Monreale, asi 1870
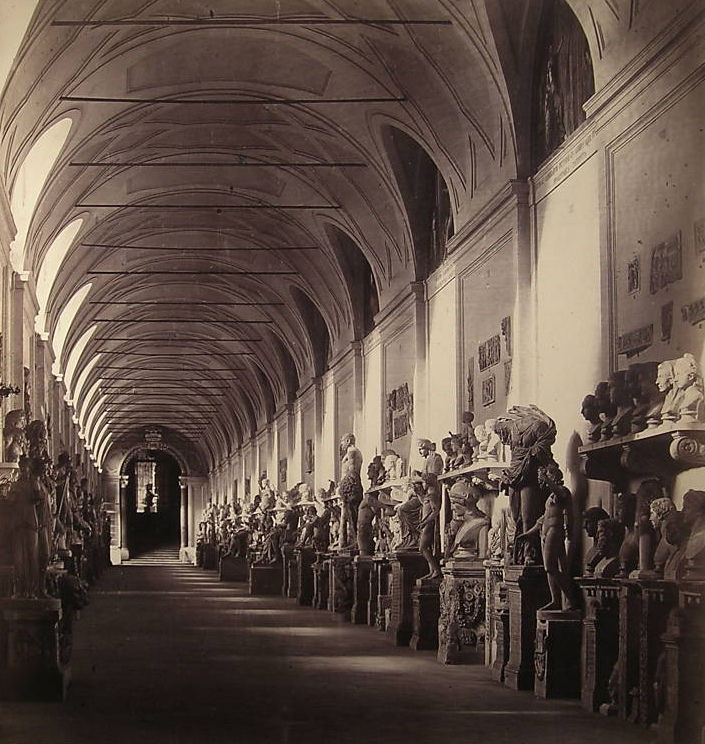
Robert Turnbull Macpherson: Il Museo Chiaramonti, Vatikánské muzeum, Řím, před 1872
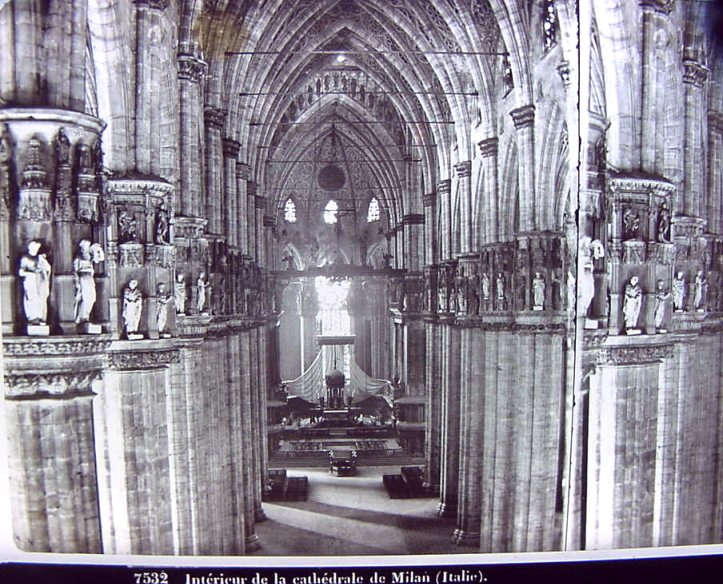
Ferrier & Soulier: Milánská katedrála, interiér, polovina stereofotografie, asi 1870–1880
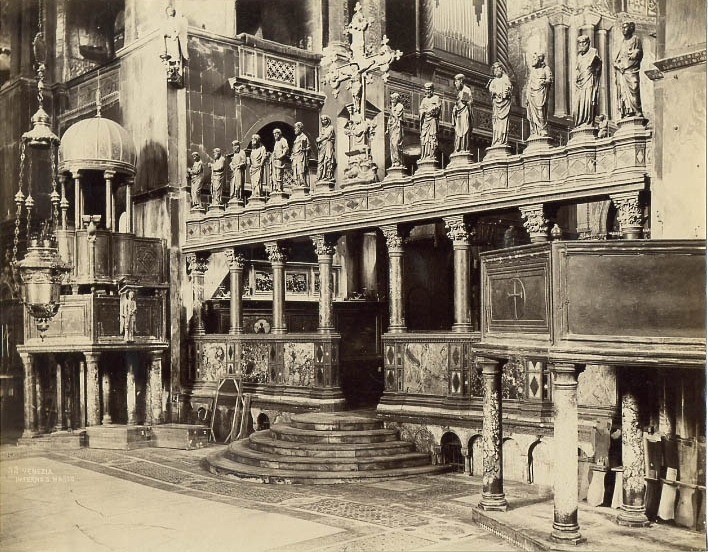
Carlo Naya: Interiéry Baziliky svatého Marka, asi 1880
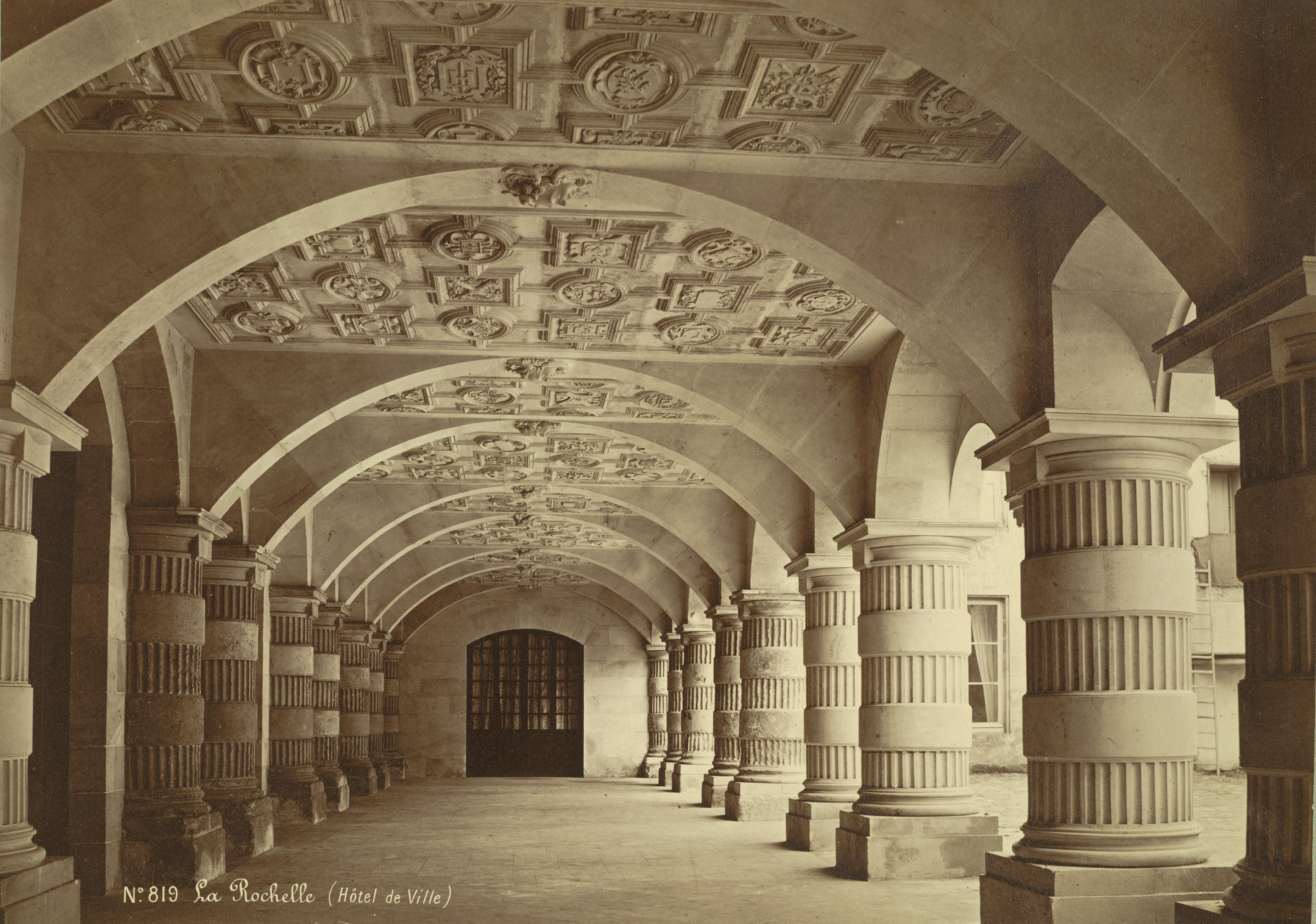
Séraphin-Médéric Mieusement: Renesanční radnice ve francouzském přístavním městě La Rochelle, postaveno 1606, fotografováno asi 1874–1890, albuminový tisk, sbírka A. D. White Architectural Photographs, Cornell University Library
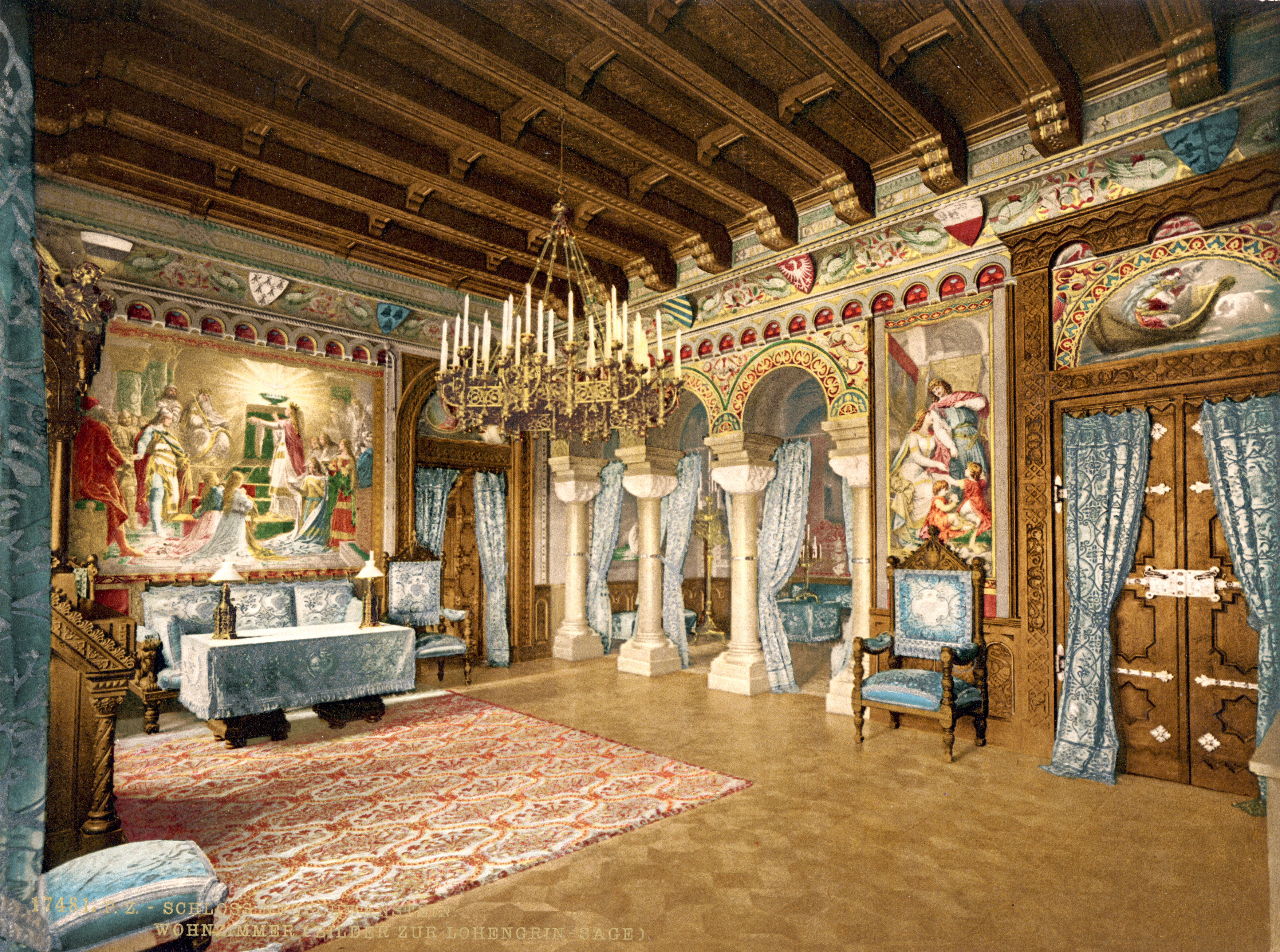
Joseph Albert: Společenský pokoj, zámek Neuschwanstein, 1886
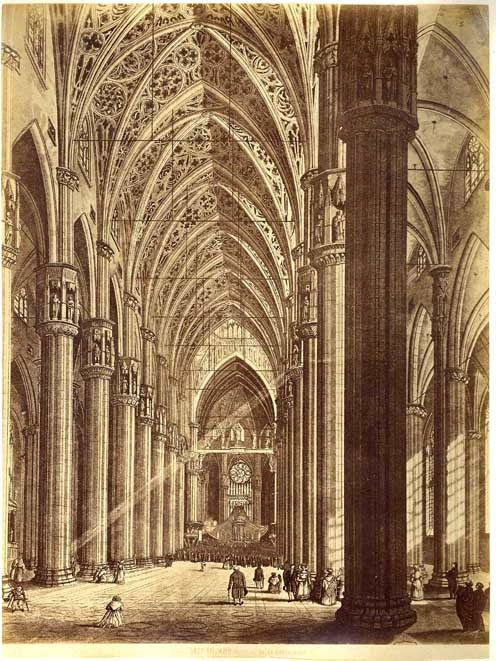
Giacomo Brogi: Milánská katedrála Narození Panny Marie, interiér
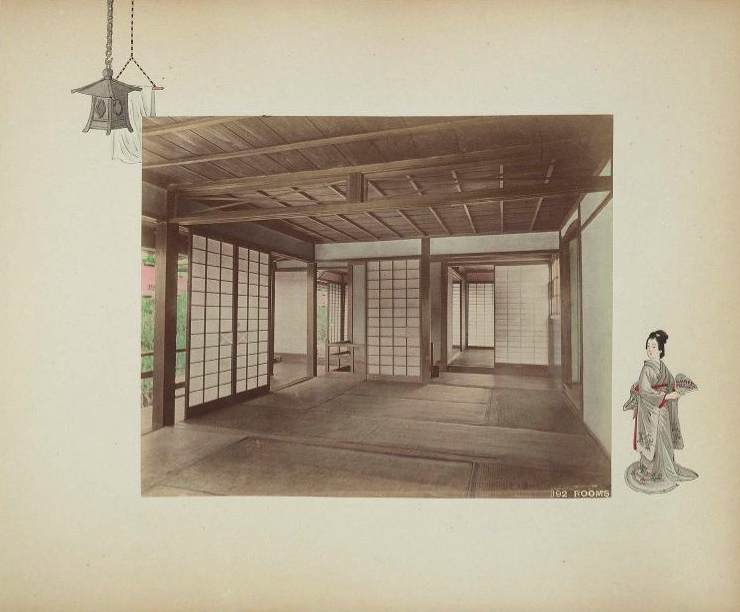
Adolfo Farsari: Pokoje, ručně kolorovaný albuminový tisk na dekorované stránce alba, interiér domu, Japonsko, 1886
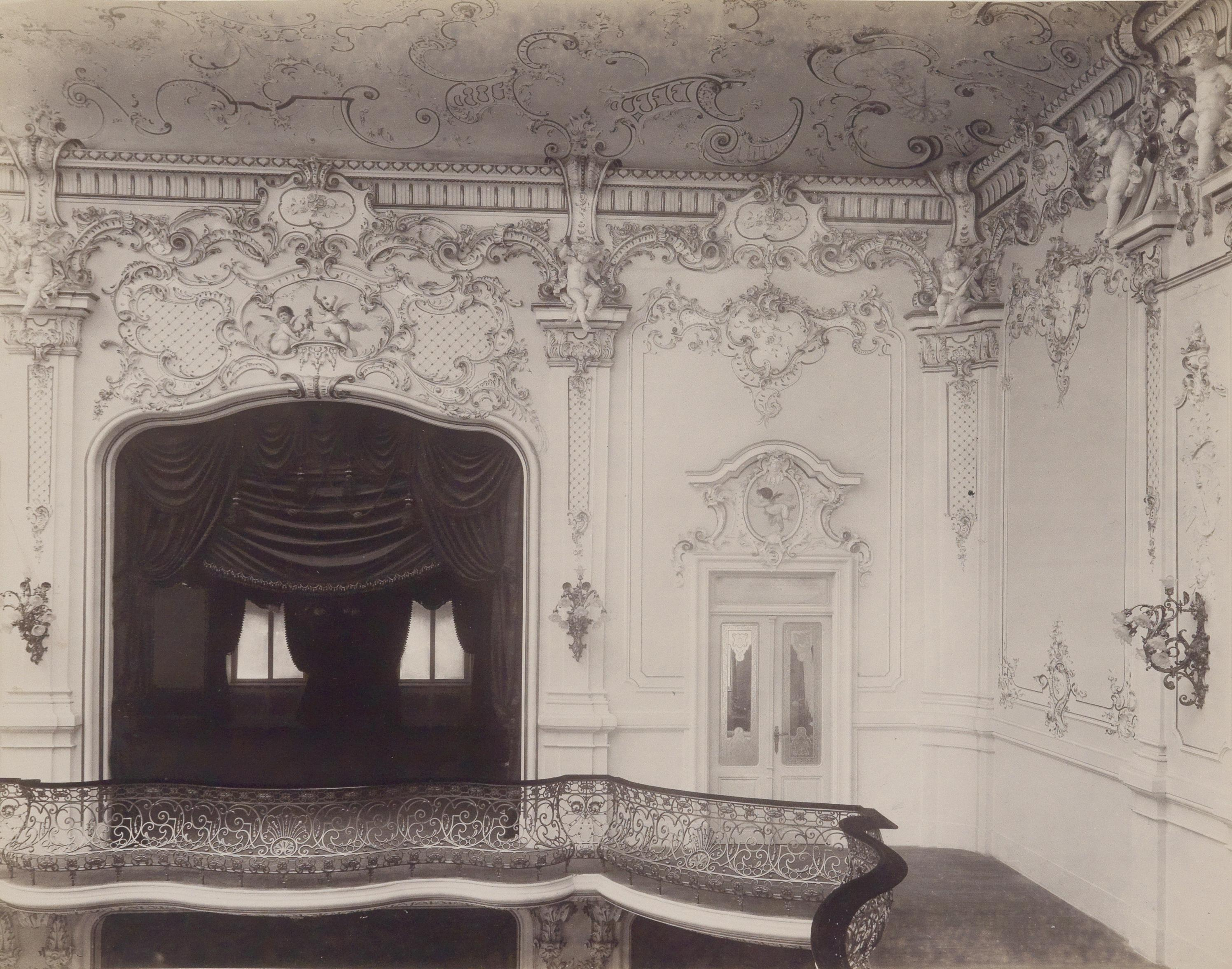
Josef Löwy: Ronacher, stropní a nástěnné dekorace z dílny W. Buchty, Vídeň, 1888
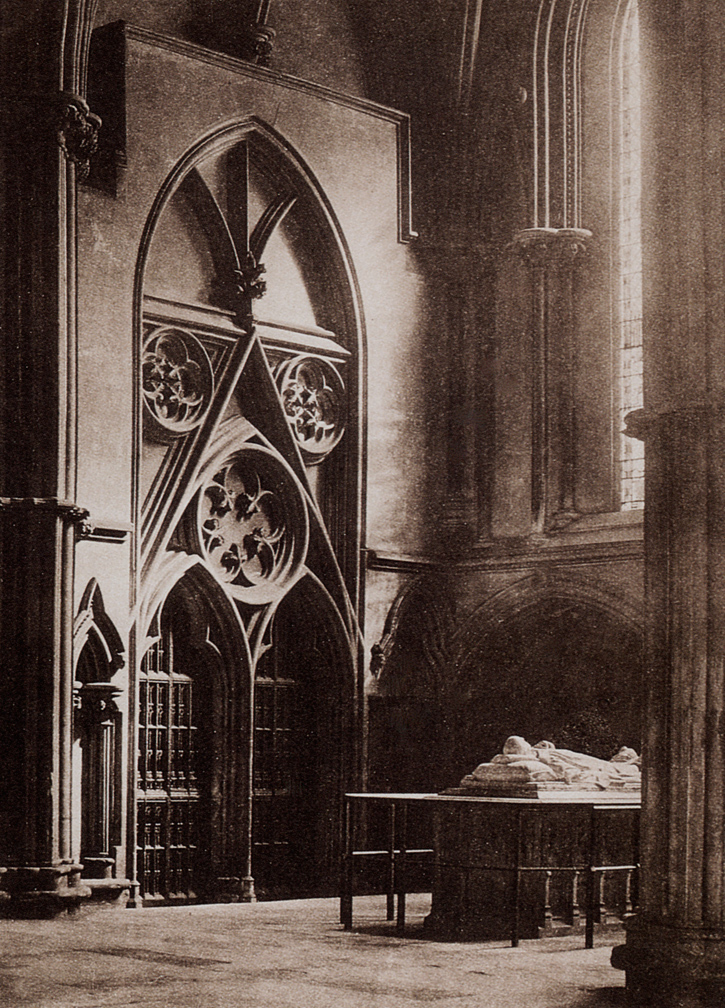
Frederick H. Evans: York Minster: 'In Sure and Certain Hope, otištěno v Camera Work č. 4, 1903
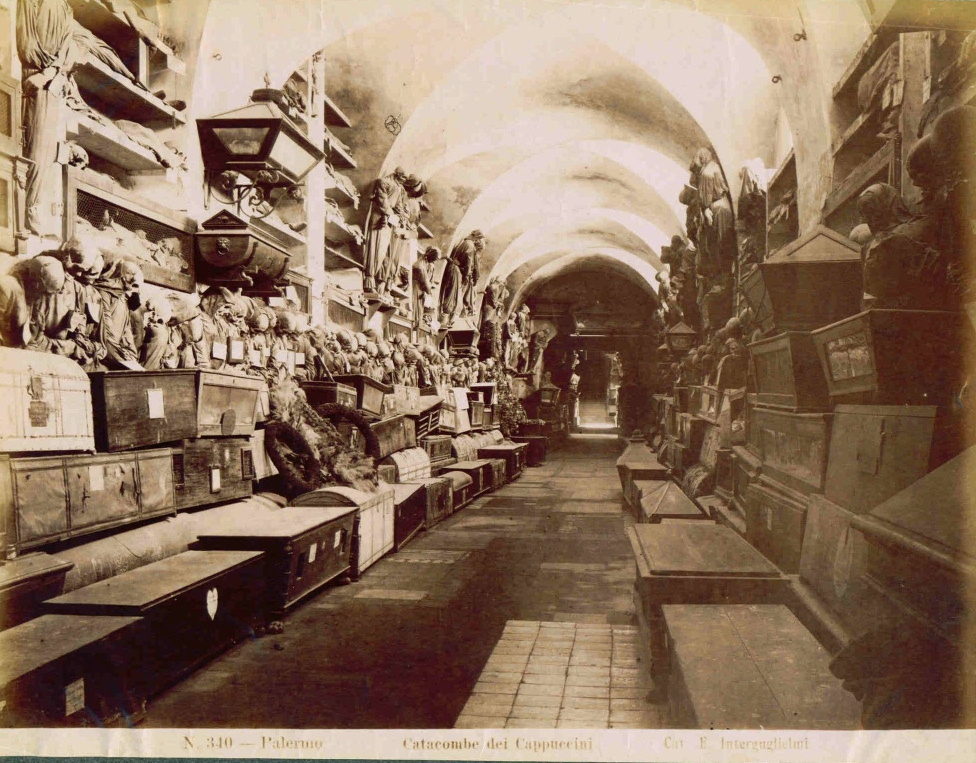
Eugenio Interguglielmi: Kapucínské katakomby, Palermo
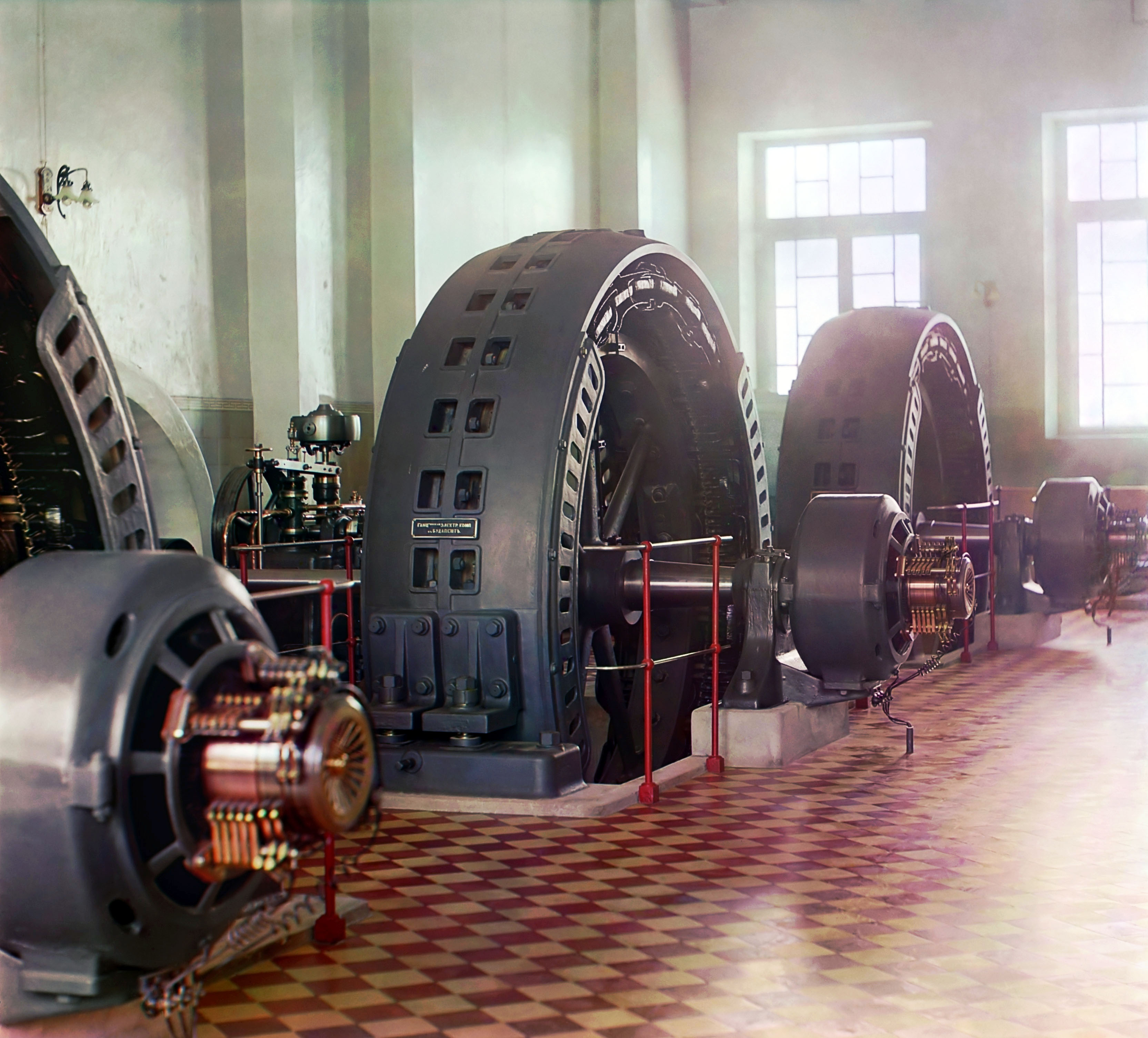
Sergej Prokudin-Gorskij: Elektrické alternátory z maďarské továrny pracující v hydroelektrárně na řece Murghab, Hindúkuš, Turkmenistán, 1911
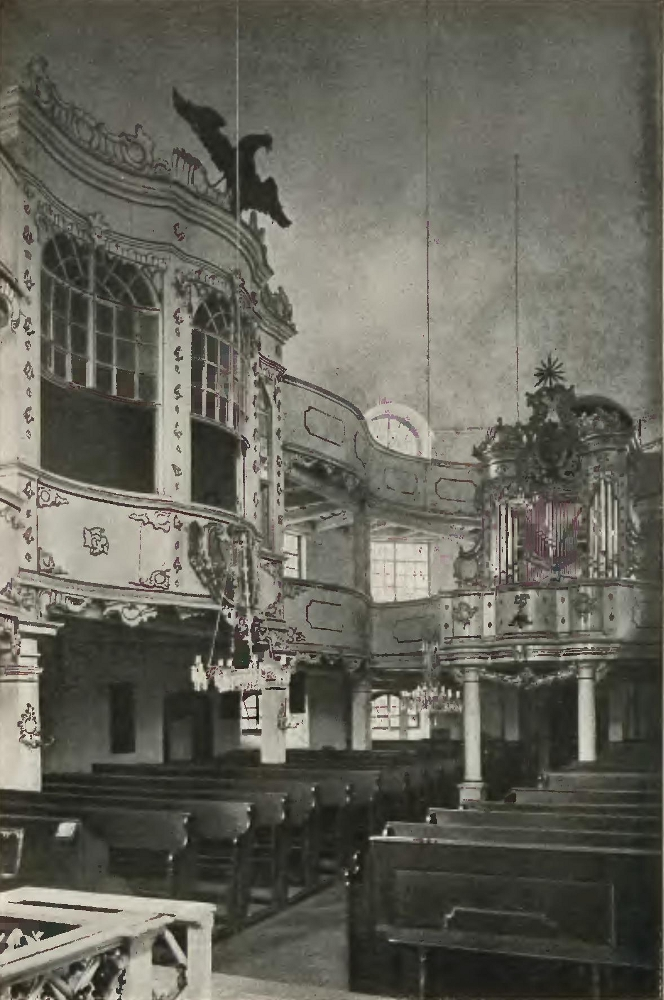
Heinrich Götz: Karlsruhe, interiér evangelického kostela
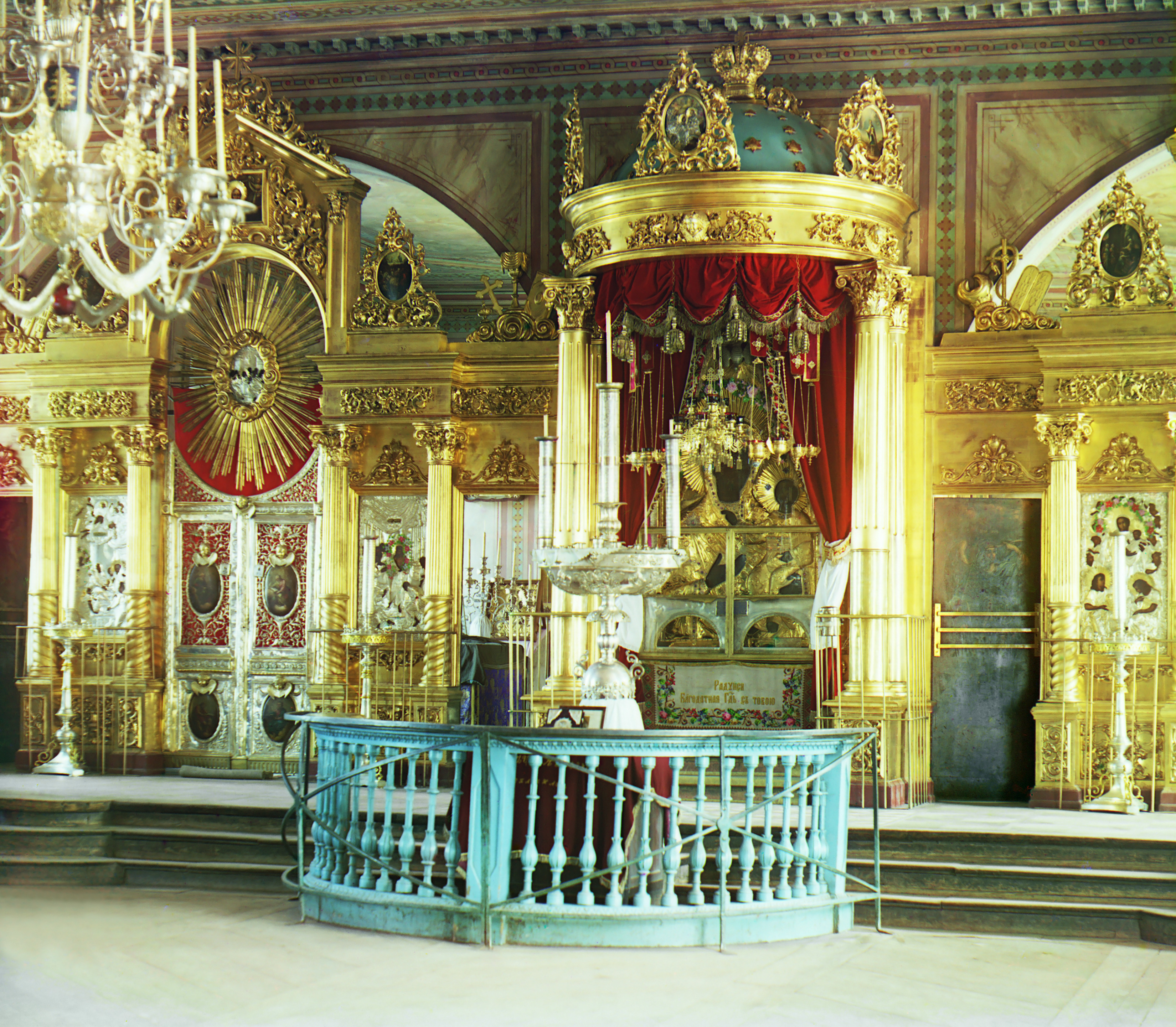
Sergej Prokudin-Gorskij: Interiér pravoslavného kostela ve Smolensku, 1912
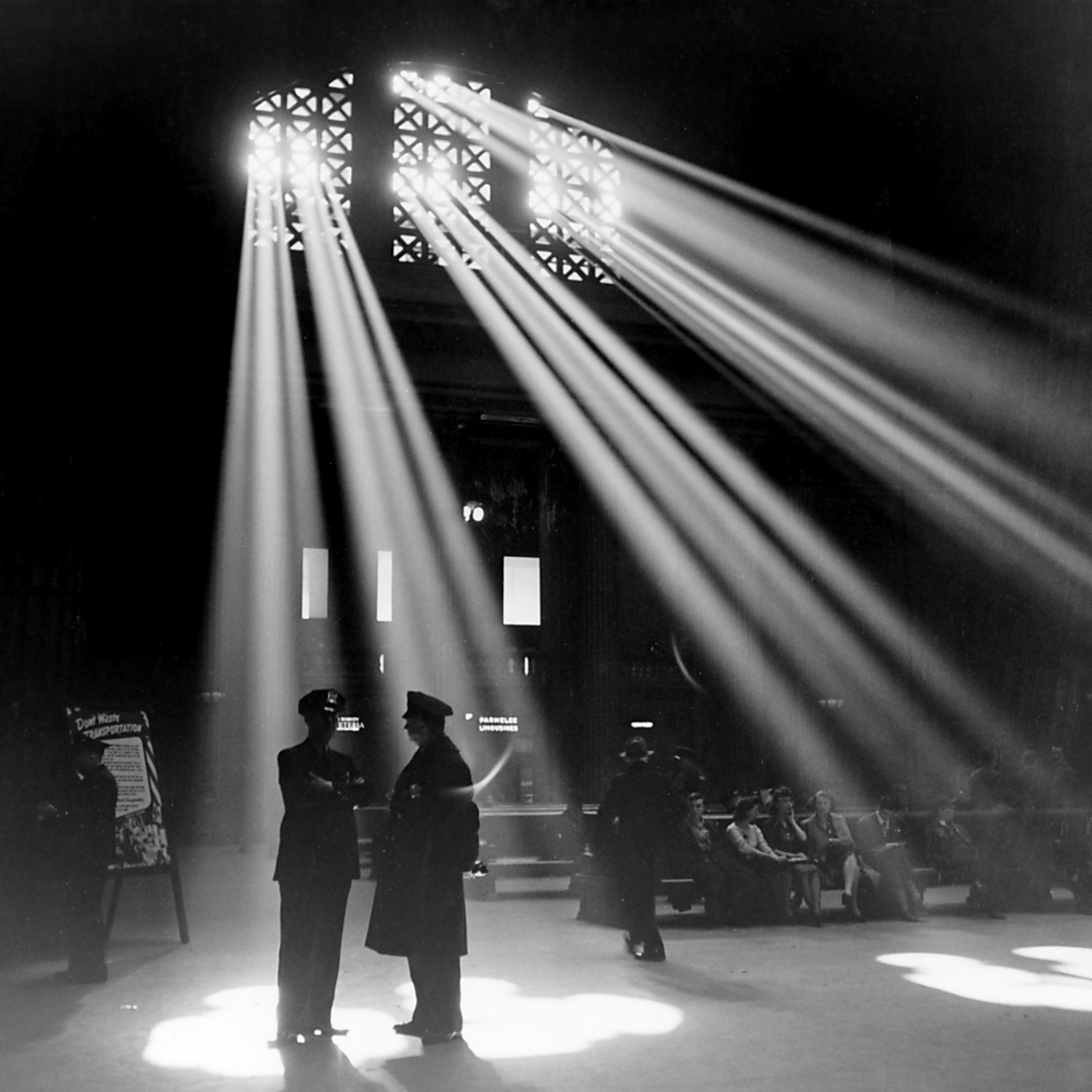
Jack Delano: V čekárně společnosti Chicago Union Station, Chicago, Illinois, 1943
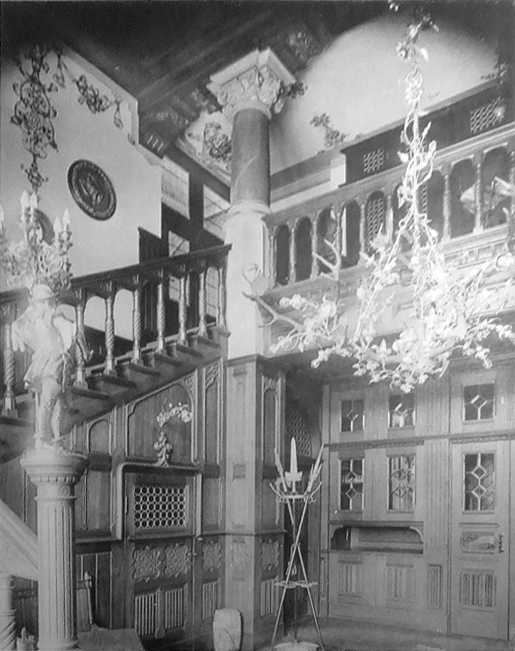
James Aurig: Interiér drážďanského letohrádku, zničen 1945
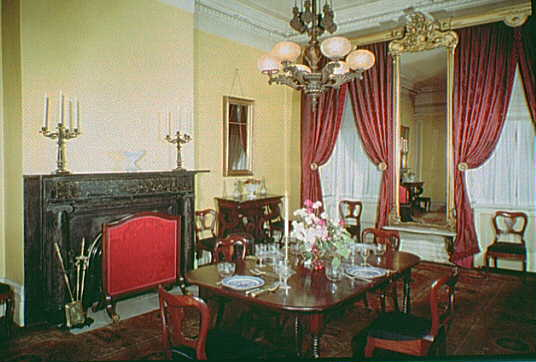
Samuel Gottscho: Obývací pokoj, Merchants Museum
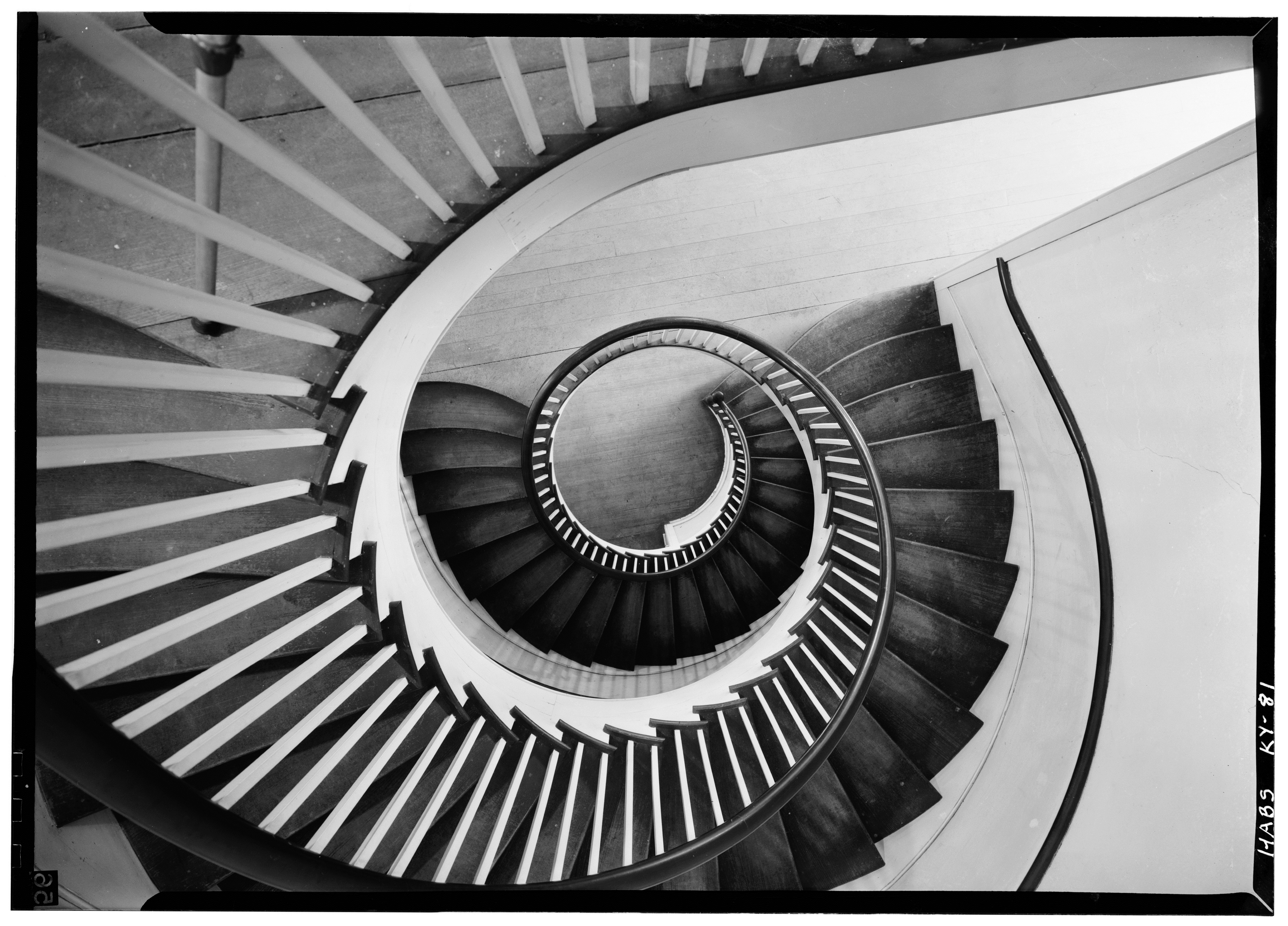
Jack E. Boucher: Schodiště společnosti Shaker Centre Family Trustees' Office, Pleasant Hill, 1963
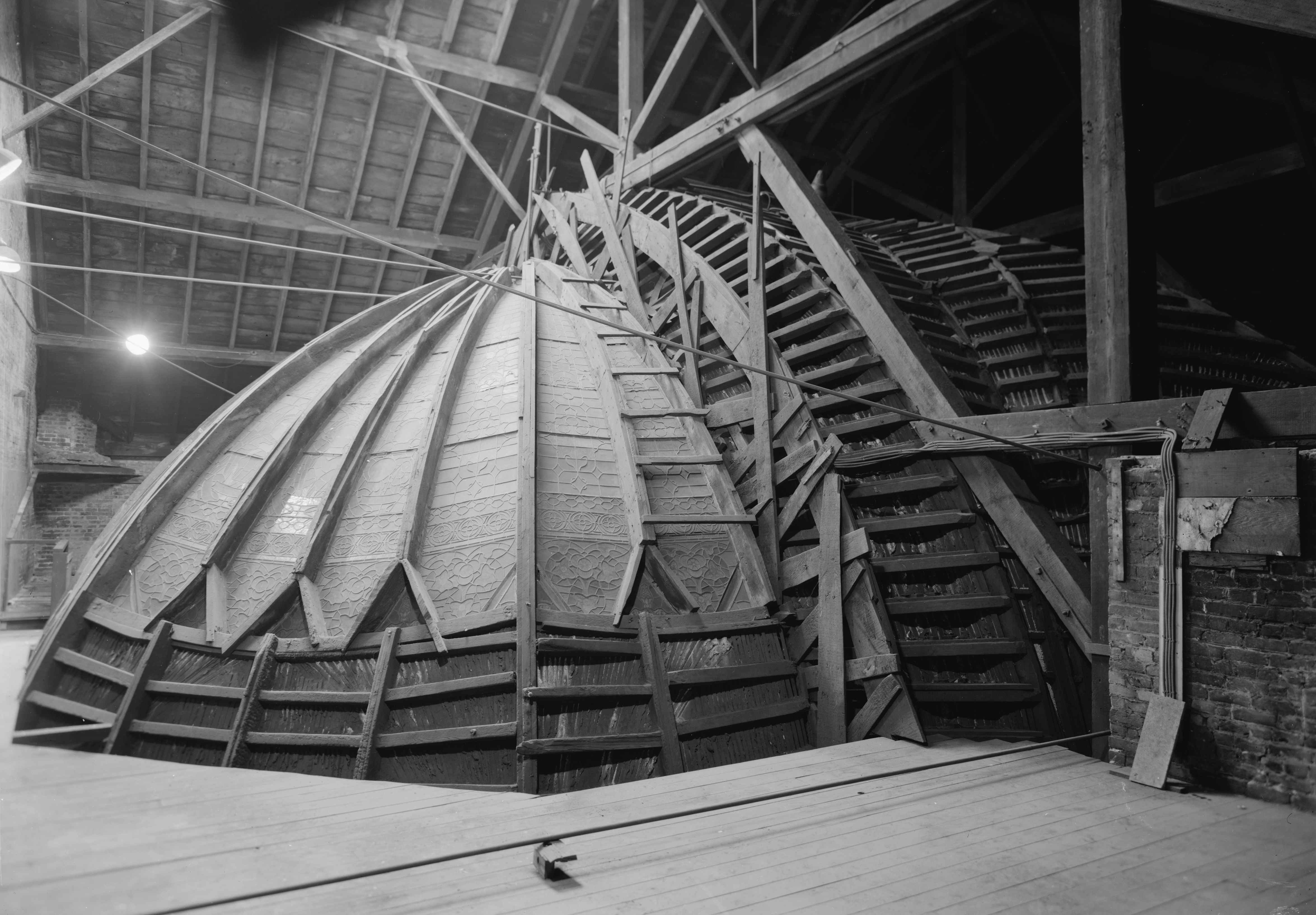
Dan Leyrer: Kostel sv. Patrika, New Orleans, 1963
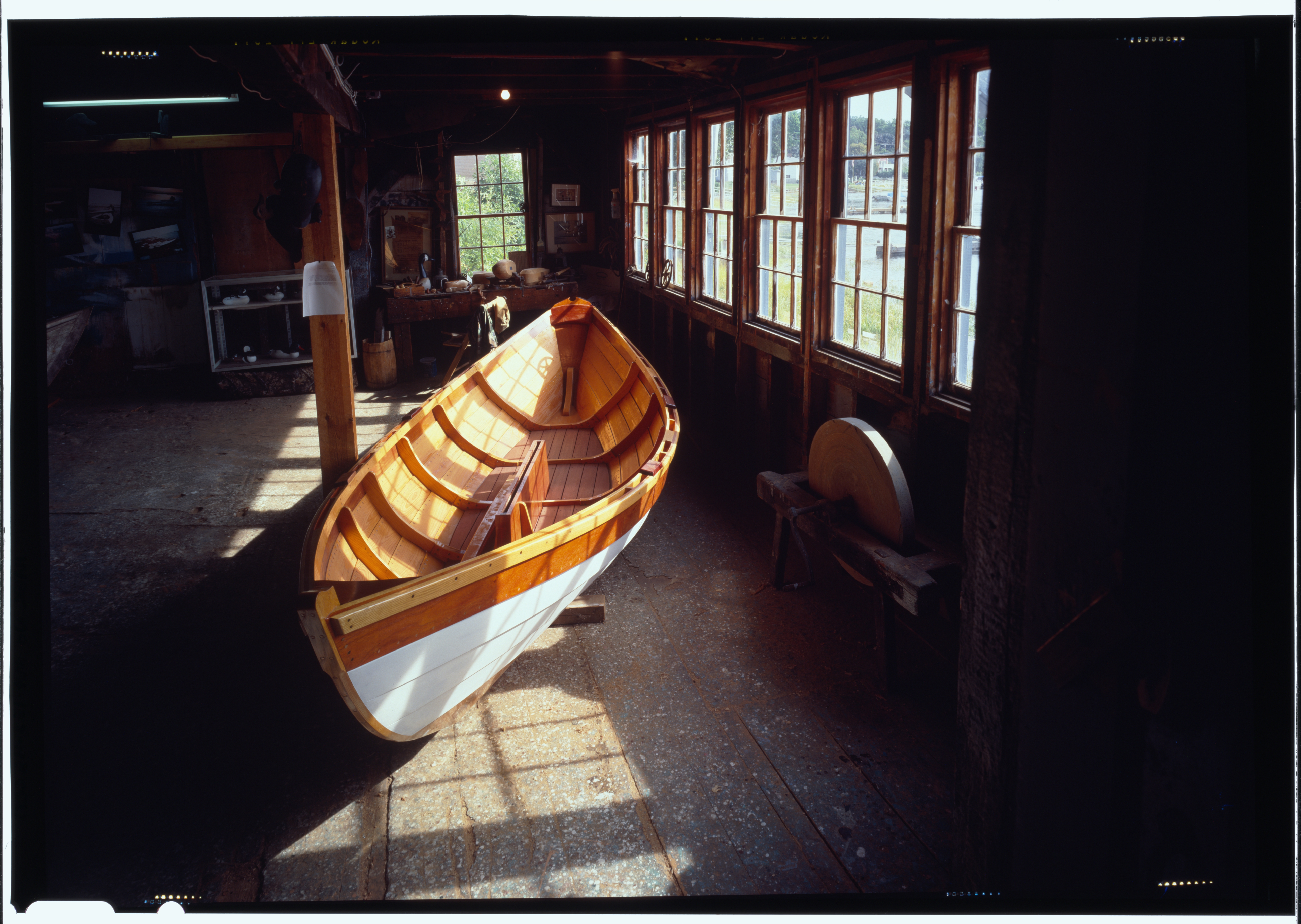
Jet Lowe: Lodní dílna Lowell's Boat Shop, Amesbury, Massachusetts
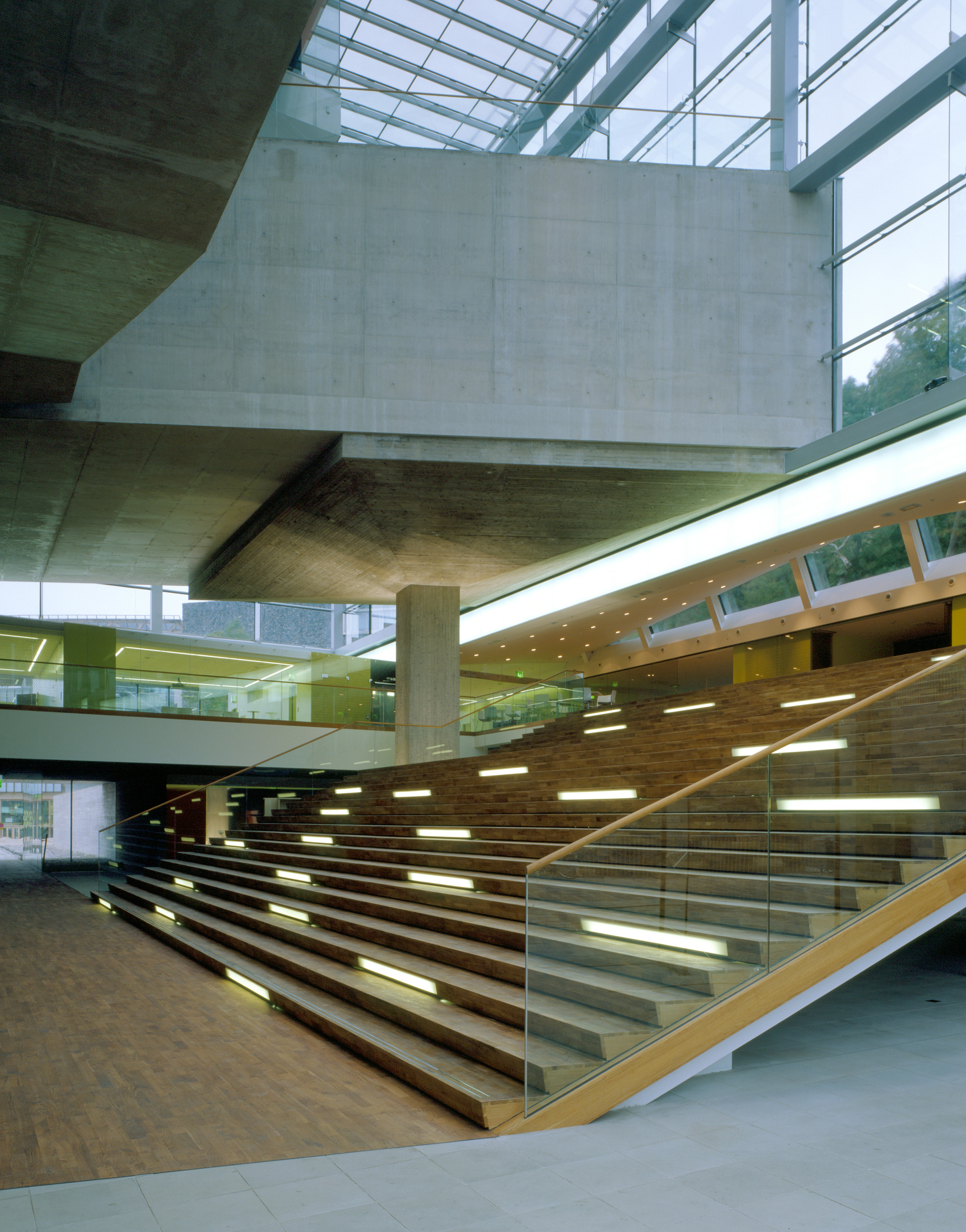
Hélène Binet: Museum of World Culture, Göteborg

### České země
- František Fridrich (1829, Mělník – 1892, Praha) byl nejvýznamnější český fotograf a vydavatel druhé poloviny 19. století, který v té době jako jediný fotograf z Čech získal skutečně mezinárodní věhlas. Nejvíce se proslavil snímky Prahy a fotografiemi z lázeňských měst.
- Josef Sudek (1896 Kolín – 1976 Praha) byl významný český fotograf, který svá vrcholná díla vytvořil ve zralém věku – poté, co rezignoval na vlivy moderních proudů. V létě 1927 uzavřel smlouvu na užívání zahradního ateliéru na Újezdě, založil svou firmu a stal se vyhledávaným odborníkem na reklamu a tisk, portrét, architekturu a fotografování obrazů a plastik. V letech 1927–1928 fotografoval dostavbu katedrály svatého Víta a roku 1928, k 10. výročí založení republiky, vydal album 15 originálních fotografií s názvem Svatý Vít.[22] K tomuto období prohlásil:

„Tam to začalo, tam jsem zažil zjevení.“
- Karol Plicka (1894, Vídeň – 1987, Praha) v knize Praha ve fotografiích K. P. (1940) nachází v nadčasovém monumentalizujícím pohledu harmonii a krásu v architektonických klenotech minulosti; publikace zároveň výrazně posilovala národní povědomí v době okupace. Roku 1949 vyšlo Slovensko ve fotografiích K. P., jež se během řady vydání aktualizovalo i o některé snímky současné architektury. V mnoha obměnách dál fotografoval Prahu a vytvářel paralely mezi Slovenskem a Českými zeměmi až k syntéze Československo (1974).
- Karel Ferdinand Bellmann (1820–1893) byl český, německy hovořící zvonař,[23][24] nakladatel, tiskař a fotograf.[25]

- Aleš Jungmann (* 1971) je český fotograf architektury. Mimo profesionální práci se věnuje fotografii krajiny a dříve dokumentu. Je držitelem titulu QEP (Qualified European Photographer). V letech 1991–1997 studoval fotografii na FAMU. Architekturu začal fotografovat souběžně se školní prací. Impulsem bylo semestrální cvičení "architektura" u Doc. Pavla Štechy, kdy jako úkol fotografoval Veletržní palác. Silný zážitek z tehdy rekonstruované budovy se stal určujícím momentem pro budoucí profesionální fotografickou orientaci. Během studia pracoval jako externí fotograf časopisu Architekt a získával první zakázky. Dnes fotografuje architekturu pro české a zahraniční architektonické ateliery, developery, časopisy a knihy. Mezi jeho zákazníky patří Aukett, Chapman Taylor, Jestico + Whiles, Sial, Kempinski, Hilton, Google, Wallpaper, Duravit nebo Česká spořitelna. S nakladatelstvím Dorling Kindersley spolupracoval na knize Toma Anga "The Complete Photographer" (2010) – část fotografie architektury.

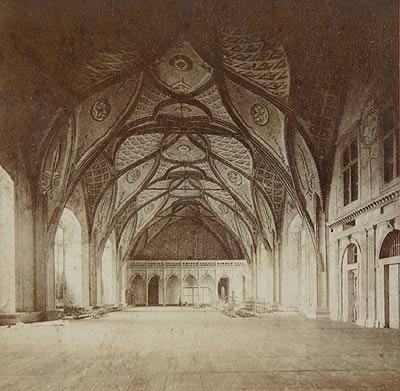
František Fridrich: Vladislavský sál, kolem r. 1870
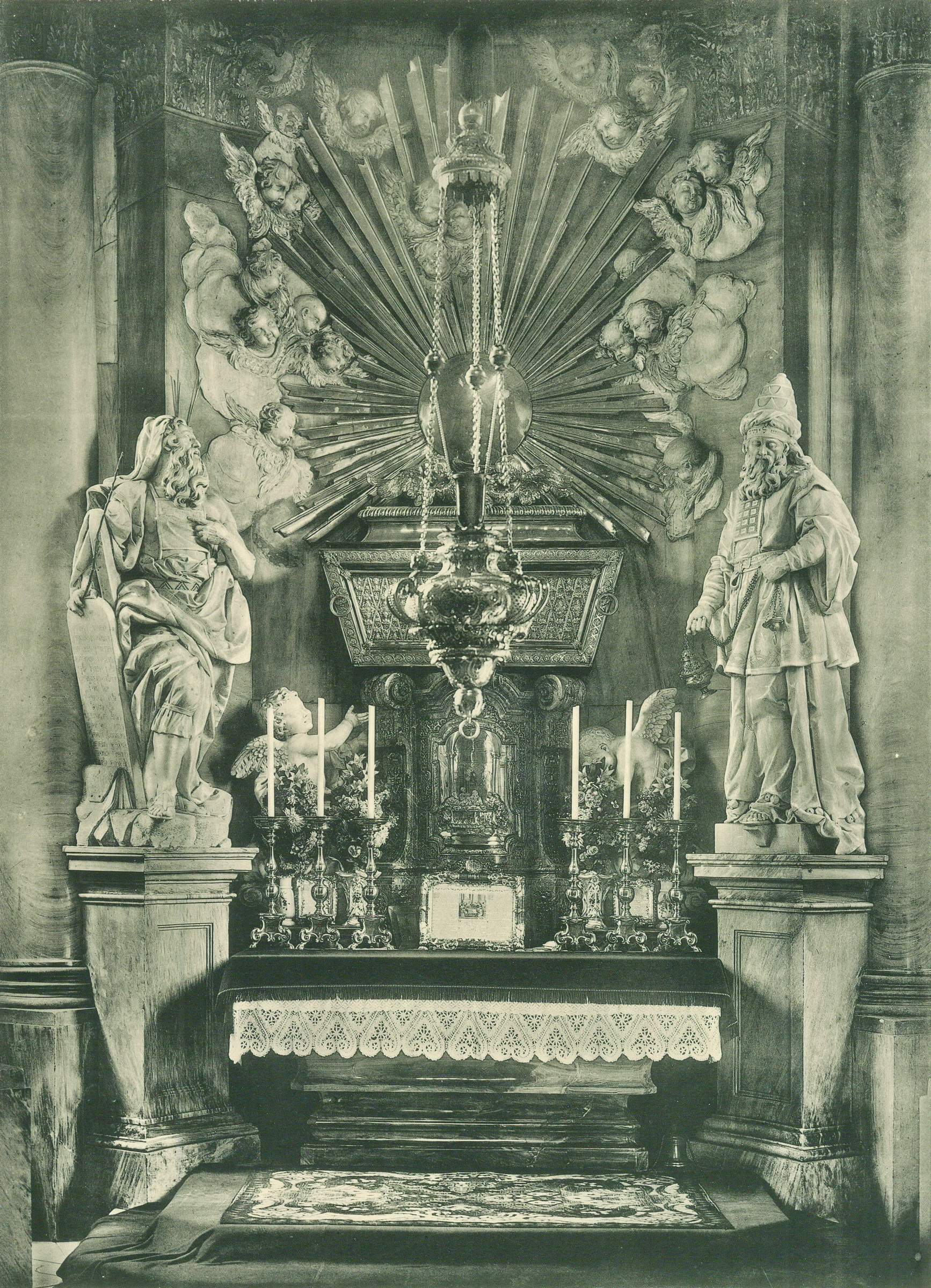
Karel Ferdinand Bellmann: Ferdinand Maxmilián Brokoff: Oltář s Mojžíšem a Aaronem, Vratislav, Kurfiřtská kaple
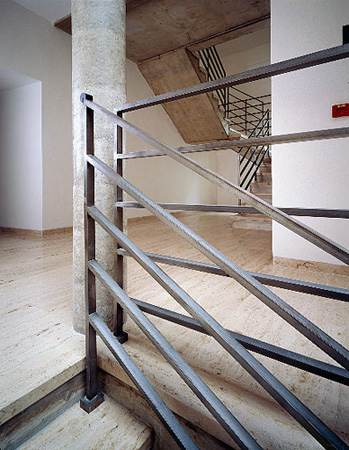
Aleš Jungmann: radnice Benešov, AP Atelier, 1995
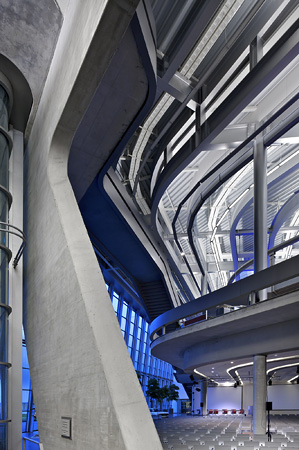
Aleš Jungmann: BMW továrna Lipsko, Zaha Hadid, 2009
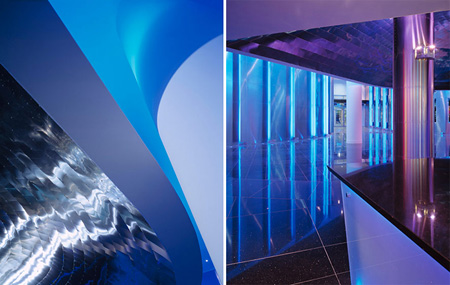
Aleš Jungmann: Village Cinemas Praha, Jestico Whiles, 2002